# Jan Mężyk z Dąbrowy
Jan Mężyk z Dąbrowy koło Wielunia herbu Wadwicz (ur. ok. 1370, zm. w 1437 roku) – wojewoda ruski w latach 
1432–1437, starosta generalny ruski w latach 1427–1431, podczaszy królewski, starosta ostrzeszowski w 1426 roku, starosta krzepicki w 1424 roku.

## Życiorys
Blisko spokrewniony z Rogowskimi herbu Działosza.
Zaufany rycerz Władysława Jagiełły. Zaczynał karierę jako łożny królewski, którym był od ok. 1404 roku. Zasłużony licznymi poselstwami do postronnych monarchów. Znany przede wszystkim jako tłumacz posłów krzyżackich podczas bitwy pod Grunwaldem. Za swoje zasługi otrzymywał liczne tenuty i starostwa. Był m.in. starostą krzepickim.
W 1413 roku podczas sejmu w Horodle adoptował do swego herbu Piotra Montygierda. Jan Mężyk był dwukrotnie żonaty. Jedna z żon była z rodu Zadorów. Oba małżeństwa były bezdzietne.
31 grudnia 1435 roku podpisał akt pokoju w Brześciu Kujawskim.